# Савлий
Савлий (др.-греч. Σαύλιος; VI век до н. э.) — царь Скифии, сын Гнура, отец Иданфирса.

## Савлий
Согласно Геродоту, убил стрелой из лука родного брата, одного из семи мудрецов античности Анахарсиса, за попытку совершить на скифской земле всенощное празднество в честь Матери Богов
Этимология имени:
По мнения С. В. Кулланды имя Савлия происходит от др.-иран. *saudya — (ритуально) чистый.

## Кадуит
У Диогена Лаэртского вместо Савлия братом Анахарсиса назван царь Кадуит, но не говорится, что именно Кадуит убил Анахарсиса. Более поздние авторы считали, что в правление царя Кадуита в Египет к находившемуся там Пифагору (считается, что жил в Египте между 550 и 525 годами до н. э.) прибыл легендарный гиперборейский мудрец Абарис. Неизвестно: действительно ли Савлий и Кадуит братья и разные цари скифов либо правившие в разные годы, либо правившие разными областями Скифии, либо это разные имена одного и того же царя.